# جهاد برای عشق
«جهاد برای عشق» (انگلیسی: A Jihad for Love) (نام دیگر مستند: به نام خدا- انگلیسی: In the Name of Allah) فیلم مستندی است که در سال ۲۰۰۷ منتشر شد. این فیلم به موضوع دگرباشی در اسلام می‌پردازد.